# 桃令院
桃令院（とうれいいん、文化14年3月16日（1817年5月1日） - 明治24年（1891年）1月4日）は、新庄藩主・戸沢正令の正室。子に長男・戸沢正実、二男・本多忠貫、三男・中条信汎（異説あり）、長女・えん、二女・於鑑（岩城隆永室）がいる。桃令院とは落飾後の院号で、落飾前は貢姫と呼ばれた。兄に薩摩藩主・島津斉宣、中津藩主・奥平昌高、福岡藩主・黒田長溥（同母兄）、八戸藩主・南部信順など、姉に将軍徳川家斉の御台所・広大院、桑名藩主・松平定和室の孝姫などがいる。

## 生涯
文化14年（1817年）3月16日に薩摩藩主・島津重豪の娘として江戸高輪の薩摩島津藩邸にて誕生した。母は側室・牧野千佐。このとき、父・重豪は76歳という高齢であった。
貢姫は13歳の天保3年（1832年）に戸沢正胤の長男・正令と婚姻し、江戸の新庄戸沢藩邸に入る。輿入れの際、花嫁道具として持ち込んだ「雛道具」は現在も新庄ふるさと館に保管されており、毎年2月中旬から4月まで公開されている。
正令との夫婦関係は良好で、長男・正実、二男・本多忠貫、長女・えん、三男・中条信汎（異説あり）、次女・於鑑を儲けた。
天保11年（1840年）に正胤が隠居し、正令が家督を相続し、貢姫は藩主正室となる。しかし、天保14年（1843年）に参勤交代で新庄から江戸に向う途中、正令は病にかかり、江戸藩邸に到着直後に死去した。貢姫は落飾し、夫の諱から一字をもらい「桃令院」と号した。藩主には子の正実が就く。しかし藩政は新庄の隠居・正胤が後見という形で実権を握った。
文久3年（1863年）、江戸の政情不安を忌避して、娘・えんと孫（後の戸沢正定）を連れて新庄の常葉丁別邸に移る。
幕末になると、隣藩の庄内藩が奥羽越列藩同盟に参加するよう、正実に強く迫った。戊辰戦争では初め、新庄藩は新政府軍側についたが、庄内藩に敗北し、圧力に屈する形で奥羽越列藩同盟に参加することになった。その後、一時は庄内藩と協力して新政府軍を圧倒したが、まもなく新政府軍の反撃に遭って、新庄藩は勝手に戦線を離脱し、旧幕府軍敗走の一因を作った。これに激怒した庄内藩は、新庄藩を敵と見なして新庄城を攻め落とした。このとき、新庄の城下町は灰燼と帰し、桃令院と正実らは命からがら秋田藩領へ落ち延びた。以後、新庄藩は新政府軍が反撃するまでの70日間、庄内藩によって占領された。
明治2年（1869年）6月2日、正実は戦線離脱による新政府軍優位を作り出した功績を賞されて、1万5000石を加増された。
明治4年7月14日（1871年8月29日）の廃藩置県により、家族と共に東京に移り住む。
明治24年（1891年）1月4日に死去した。